# K2 (chaîne de télévision)
Pour les articles homonymes, voir K2 (homonymie).
K2 est une chaine de télévision italienne.

## Historique
- Elle a été  créée en 2004 comme une syndication italienne de Jetix Europe, alors filiale du groupe Walt Disney Television.
- En 2009, elle est lancée le 1er juillet sur la TNT italienne et a été revendue au groupe Switchover Media conjointement avec GXT[1].
- En janvier 2013, Switchover Media a été racheté par Discovery Communications[2].